# Discoverer 16

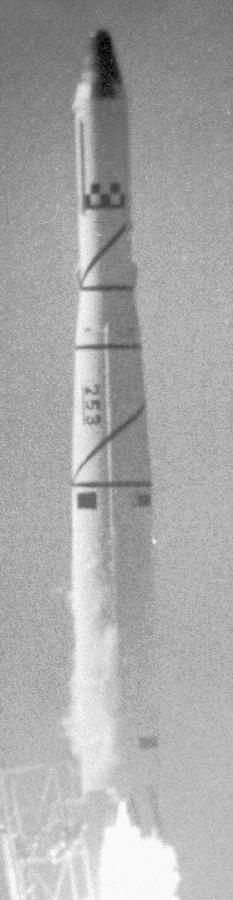
Start rakiety Thor Agena B z satelitą Discoverer 16 na pokładzie

Discoverer 16 - CORONA 9011 – amerykański satelita rozpoznawczy. Stanowił część tajnego programu CORONA. Była to pierwszy statek z drugiej serii satelitów programu CORONA, nazwanych KH-2. Z powodu awarii i nieodłączenia się drugiego stopnia rakiety, lot nie powiódł się.
Start odbył się 26 października 1960, o godz. 20:26 GMT, rakietą Thor Agena B, z kosmodromu Vandenberg. W indeksie COSPAR odnotowano go, jako 1960-F15.
Statek, ważący 1091 kg, przenosił aparat panoramiczny C-Prime, o ogniskowej 61 cm i rozdzielczości (na powierzchni Ziemi) 9 metrów. 